# جاي فيرغسون (موسيقي)
جاي فيرغسون هو موسيقي وكاتب أغاني كندي، ولد في 14 أكتوبر 1968 في History of Halifax, Nova Scotia ‏ في كندا.

## وصلات خارجية
- الموقع الرسمي
- جاي فيرغسون على موقع IMDb (الإنجليزية)
- جاي فيرغسون على موقع ميوزك برينز (الإنجليزية)
- جاي فيرغسون على موقع أول ميوزيك (الإنجليزية)
- جاي فيرغسون على موقع ديسكوغز (الإنجليزية)